# Siderastrea radians
Siderastrea radians là một loài san hô trong họ Siderastreidae. Loài này được Pallas mô tả khoa học năm 1766.